# Щеврик-велет
Ще́врик-велет (Anthus leucophrys) — вид горобцеподібних птахів родини плискових (Motacillidae). Мешкає в Африці на південь від Сахари.

## Опис
Довжина птаха становить 17 см. Забарвлення переважно коричневе, верхня частина тіла слабо поцяткована сіро-коричневими смужками, нижня частина тіла бліда, поцяткована світлими смужками. Над очима світлі "брови", під дзьобом темні "вуса".

## Підвиди
Виділяють дев'ять підвидів:
- A. l. ansorgei White, CMN, 1948 — від південної Мавританії до Гвінеї-Бісау;
- A. l. gouldii Fraser, 1843 — Сьєрра-Леоне, Ліберія, Кот-д'Івуар;
- A. l. zenkeri Neumann, 1906 — від півдня Малі і Гвінеї до Південного Судану, західної Кенії, північно-західної Танзанії і сходу ДР Конго;
- A. l. saphiroi Neumann, 1906 — південно-східна Ефіопія і північно-західне Сомалі;
- A. l. goodsoni Meinertzhagen, R, 1920 — центральна і південно-західна Кенія, північна Танзанія;
- A. l. omoensis Neumann, 1906 — північна, центральна і західна Ефіопія, південно-східний Судан;
- A. l. bohndorffi Neumann, 1906 — від південно-східного Габону, північної і центральної Анголи до західної Танзанії і північного Малаві;
- A. l. leucophrys Vieillot, 1818 — від південно-східної Ботсвани і південного Мозамбіку до сходу і півдня ПАР;
- A. l. tephridorsus Clancey, 1967 — від південної Анголи і північно-східної Намібії до південно-західної Замбії і північно-західної  Ботсвани.

## Поширення і екологія
Щеврики-велети мешкають в саванах, на пасовищах і на луках, зокрема на заплавних. Зустрічаються на висоті до 2200 м над рівнем моря. Живляться комахами. Гнізда чашоподібні, розміщуються на землі. В кладці 3 яйця.